# Борха Сайнс
Борха Сайнс (ісп. Borja Sainz, нар. 1 лютого 2001, Лейоа) — іспанський футболіст, фланговий півзахисник клубу «Порту».

## Ігрова кар'єра
Народився 1 лютого 2001 року в місті Лейоа. Вихованець юнацьких команд футбольних клубів «Атлетік Більбао» та «Алавес».
У дорослому футболі дебютував 2018 року виступами за другу команду «Алавеса», а з наступного року почав залучатися до головної команди «Алавеса».
Протягом сезону 2023–2025 років грав за англійський клуб «Норвіч Сіті», у якому провів 74 матчі та забив 24 голи.
У 2025 році перейшов до португальського клубу «Порту», де виступає під номером 17.